# Мальцев, Михаил Сергеевич
Михаил Сергеевич Мальцев (род. 1 декабря 1999 года) — российский боец смешанных единоборств, член сборной команды России по панкратиону (MMA) с 2017 по 2020 год, представляет полусреднюю и полутяжелую весовые категории. Выступает на профессиональном уровне с 2017 года. Принимал участие в турнирах бойцовской организации WPAF. Чемпион Мира по панкратиону (2018), Чемпион Европы по панкратиону (2017), победитель Чемпионата Вооруженных Сил Российской Федерации по армейскому рукопашному бою (2019).

## Спортивные достижения

### Армейский рукопашный бой
- Чемпионат Вооруженных Сил Российской Федерации по армейскому рукопашному бою (2019) — ;
- МС по армейскому рукопашному бою

### Панкратион
- Чемпионат Европы по панкратиону (2017) — [1];
- Чемпионат Мира по панкратиону (2018) — [2];
- МСМК по панкратиону

## Статистика MMA
| Боёв 8          | Побед 8 | Поражений 0 |
| --------------- | ------- | ----------- |
| Нокаутом        | 1       | 0           |
| Сдачей          | 2       | 0           |
| Решением        | 5       | 0           |
| Другие          | 0       | 0           |
| Ничьи           | 0       | 0           |
| Не состоявшихся | 0       | 0           |

| Результат | Рекорд | Соперник        | Способ                         | Турнир                                  | Дата           | Раунд | Время | Место           | Примечание                             |  |
| --------- | ------ | --------------- | ------------------------------ | --------------------------------------- | -------------- | ----- | ----- | --------------- | -------------------------------------- |  |
| Победа    | 8-0    | Ян Баккер       | Сабмишен (удушение)            | WPAF — Pankration World Championship    | 8 октября 2018 | 1     | 3:02  | Москва, Россия  | Финал Чемпионата Мира по панкратиону   |  |
| Победа    | 7-0    | Иоаннис Венес   | Решением (единогласным)        | WPAF — Pankration World Championship    | 7 октября 2018 | 2     | 5:00  | Москва, Россия  | 1/2 Чемпионата Мира по панкратиону     |  |
| Победа    | 6-0    | Джон Холл       | Нокаутом (удар ногой в голову) | WPAF — Pankration World Championship    | 6 октября 2018 | 1     | 1:45  | Москва, Россия  | 1/4 Чемпионата Мира по панкратиону     |  |
| Победа    | 5-0    | Геворг Акопян   | Решением (единогласным)        | WPAF — Pankration World Championship    | 6 октября 2018 | 2     | 5:00  | Москва, Россия  | 1/8 Чемпионата Мира по панкратиону     |  |
| Победа    | 4-0    | Матвей Ильин    | Сабмишен (болевой на руку)     | WPAF — Pankration European Championship | 9 октября 2017 | 1     | 2:10  | Лутраки, Греция | Финал Чемпионата Европы по панкратиону |  |
| Победа    | 3-0    | Петрос Петру    | Решением (единогласным)        | WPAF — Pankration European Championship | 8 октября 2017 | 2     | 5:00  | Лутраки, Греция | 1/2 Чемпионата Европы по панкратиону   |  |
| Победа    | 2-0    | Фелич Ди Маджио | Решением (единогласным)        | WPAF — Pankration European Championship | 7 октября 2017 | 2     | 5:00  | Лутраки, Греция | 1/4 Чемпионата Европы по панкратиону   |  |
| Победа    | 1-0    | Антонио Ангелос | Решением (единогласным)        | WPAF — Pankration European Championship | 7 октября 2017 | 2     | 5:00  | Лутраки, Греция | 1/8 Чемпионата Европы по панкратиону   |  |